# Претор по делам иноземцев
Пре́тор по дела́м инозе́мцев (лат. Praetor peregrinus) — это коллегиальная магистратура в древнеримском государстве, созданная для разрешения конфликтов (споров) между квиритами и не-квиритами или между живущими в Риме чужеземцами (т. н. перегринами) и обладающая империем.

## Причины возникновения
Со становлением Рима как столицы средиземноморской державы, в нём появляется множество людей, не имеющих римского гражданства. Эти люди не могут быть причислены к квиритам (римским гражданам) и, следовательно, к ним неприменимы нормы квиритского права. Для разбора конфликтов живущих в Риме не-граждан или римско-перегринских конфликтов, один из избираемых преторов стал называться перегринским и получил право судить такие конфликты по нормам права народов.

## Особенности
Судопроизводство, которое вершил перегринский претор, имело ряд отличий от того, которым занимался претор городской (praetor urbis). Право народов, согласно которому организовывался судебный процесс, было наднациональным (т. е. не имело ограничений по национальности), носило открытый характер, не имело жёсткого формализма и сложных ритуалов. Ещё одним важным отличием является возможность т. н. волевого толкования (т. е. следования духу, а не букве закона).
Сам факт рассмотрения конфликтов лиц не-квиритского статуса означал возникновение судебных ситуаций, которые не были и не могли быть предусмотрены квиритским правом. Это и обуславливало необходимость применения норм права, имеющих практику применения у других народов (в частности, в Греции).

## Эдикты
Перегринский претор, как и городской, издавал эдикты, в которых объявлял, по каким искам он будет давать защиту, а по каким — нет. Какой-либо вид иска, по которому преторы долгое время не давали защиты, превращался в т. н. «голое право». Фактически, закон никто не отменял, но исковой защиты в суде не предоставлялось. Таким же образом пробелы в системе права можно было закрыть, вводя через преторский эдикт новые виды исков. Подобная система стала называться преторским или магистерским правом (поскольку кроме претора эдикты могли издавать консулы, курульные эдилы и правители провинций).

## Средства преторской защиты
Перегринский претор, как и городской, мог оказывать защиту своими безусловными или условными распоряжениями, право на вынесение которых давал ему империй. Эти средства можно расценить, как обращение претора к административно-принудительному аспекту своей власти, а не правовому.
- Интердикт — распоряжение о немедленном прекращении каких-либо действий. В более ранний период претор, принимая жалобу, проверял, соответствуют ли реальные обстоятельства тем, что были изложены ему просителем и, в случае обнаружения правонарушений, которые необходимо прекратить, накладывал интердикт. В более позднюю эпоху интердикты эволюционировали в сторону исков, обретя условность: претор отдавал распоряжение, ставя условие и, если оно выполнялось, то интердикт вступал в силу, если нет — то не вступал.
- Реституция — распоряжение о восстановлении статус-кво (первоначального положения вещей), позволяющее уничтожить юридические последствия какой-либо сделки. Реституция могла применяться, если претор считал, что сделка была заключена несправедливо или что при её заключении нельзя руководствоваться нормами того права, которое было использовано.
- Оформление торжественных обещаний — эта мера, вне зависимости от юридического содержания спора, создавала основания для совместных действий или личных обязательств.
- Ввод во владение имуществом от имени магистрата — распоряжение, которое могло использоваться вместо соответствующего иска.